# Palazzo Guinigi
Il Palazzo Guinigi si trova a Lucca tra la via SantʿAndrea e la via Guinigi.

## Storia e descrizione
È stato costruito nel XIV secolo per volontà dei Guinigi, famiglia di ricchi commercianti e banchieri, accorpando altre costruzioni preesistenti, tra le quali la più antica sembra essere proprio la famosa torre alberata, che rappresenta uno dei più significativi elementi distintivi dell'identità lucchese.
Dal punto di vista architettonico, il palazzo raffigura l’ultima e più fastosa rielaborazione della casa lucchese romano‐gotica, arricchita dai Guinigi tra la fine del Trecento e gli inizi del Quattrocento, nel periodo in cui la famiglia ha preso il sopravvento sulle altre e Paolo Guinigi è diventato Signore di Lucca (1400). L'edificio, costruito in mattoni rossi, poggiava su arcate con pilastri in pietra, aperte al pianterreno com'era d'uso in quel periodo (poi chiuse nel XVI secolo e rimpiazzate dalle finestre inferriate cinquecentesche), ed era (lo è tuttora) armoniosamente alleggerito dalle ampie aperture delle trifore e delle quadrifore dei piani superiori. Nell'atrio di accesso allo scalone monumentale è tuttora ben visibile lo stemma di famiglia. 
Alla fine della signoria nel 1430 e la restaurazione della Repubblica di Lucca, per l’edificio è cominciato un periodo di decadenza fino ad essere gradualmente frazionato ed adibito a svariate funzioni, diventando finanche, in tempi recenti, la sede del Comando dei Vigili del Fuoco.

## Il restauro
Verso la fine del Novecento, il Comune di Lucca, al quale il palazzo e la torre sono stati donati dall’ultimo discendente dei Guinigi, ha effettuato notevoli, ma non completi, interventi di recupero degli interni, soprattutto nei piani superiori, e, nel sancirne la destinazione museale, ha consentito per un certo periodo anche la realizzazione di mostre e di vari eventi anche di natura istituzionale.
Esaurita in pochi anni l’esperienza del percorso museale, il comune ed altre istituzioni della città stanno tentando di reperire i finanziamenti necessari per completare il restauro, recuperando anche il seminterrato, il giardino ed i cortili interni, con lo scopo di restituire piena funzionalità e fruizione ad uno dei luoghi simbolo della città. Sta di fatto però che, a partire dal 2013, il palazzo ove visse per brevi anni Ilaria del Carretto, la più famosa tra le quattro mogli di Paolo Guinigi, è chiuso al pubblico.

## Altre immagini

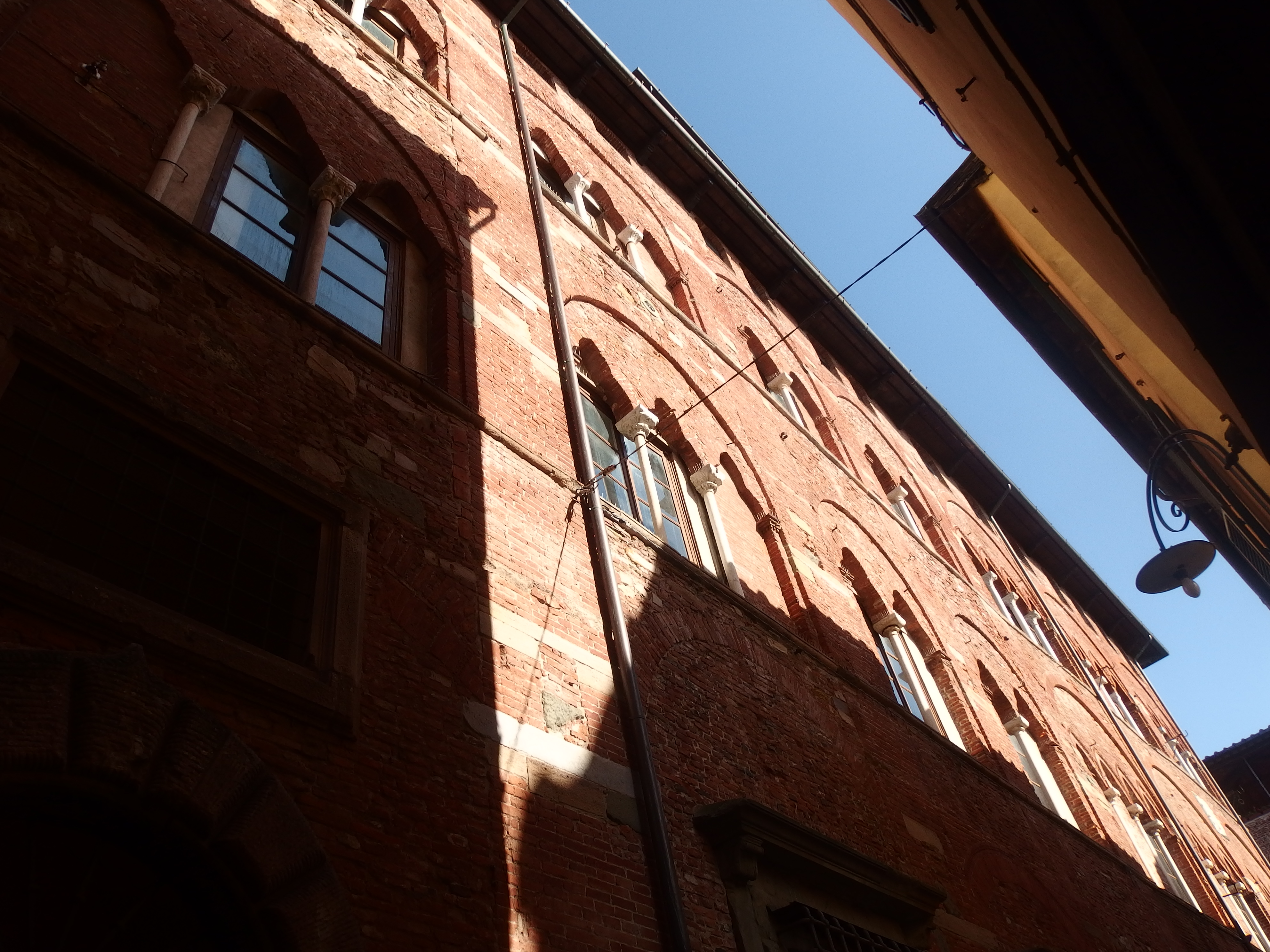
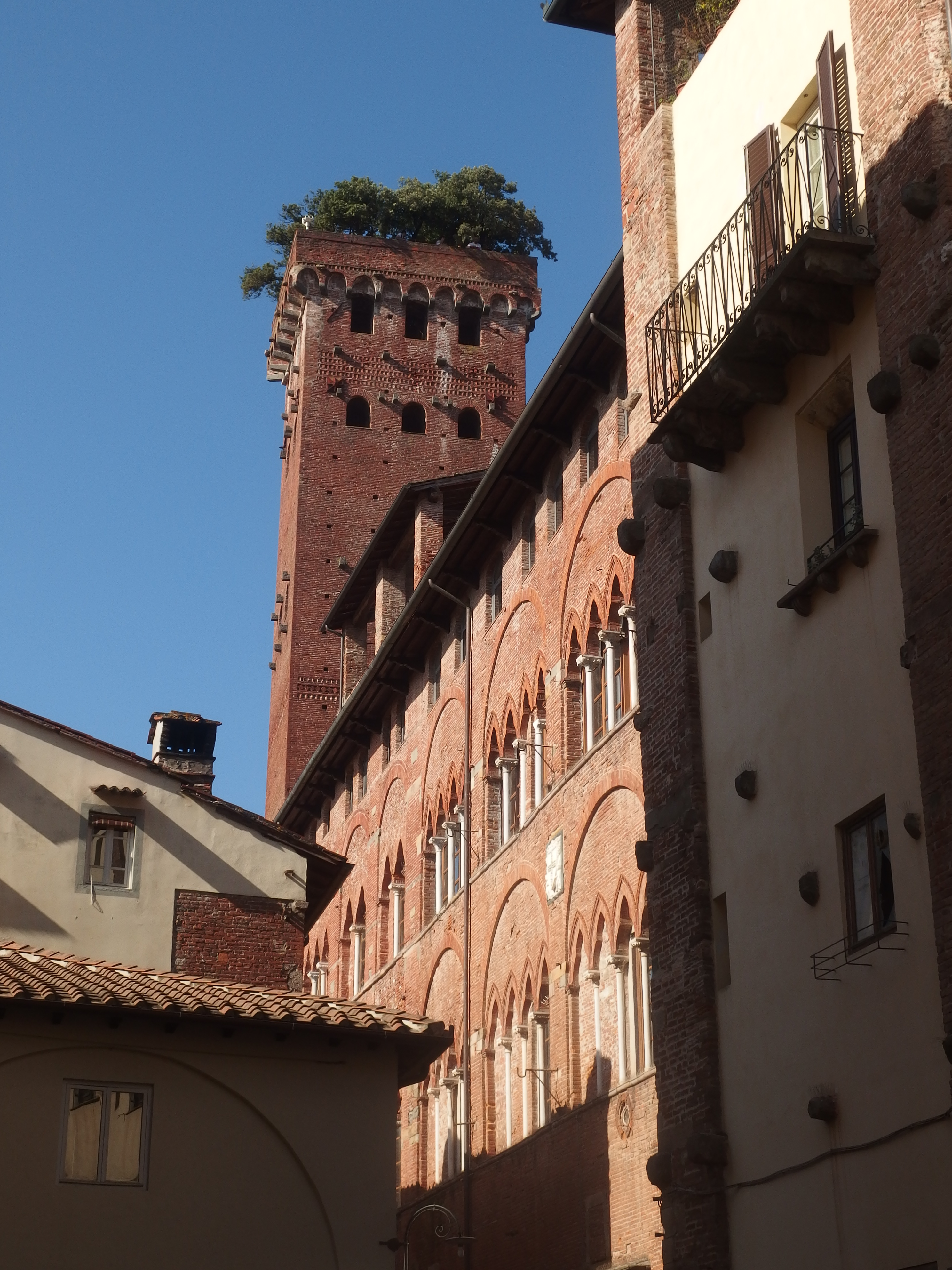